# 2014 UZ224
2014 UZ224 ist ein großes transneptunisches Objekt und ein Zwergplanetenkandidat. Es wurde von einem Team um David Gerdes an der University of Michigan entdeckt und erhielt den Spitznamen DeeDee für „distant dwarf“ („weit entfernter Zwerg“).

## Entdeckung
Das Objekt wurde mit der DECam (Dark Energy Camera) des 4-Meter-Victor-M.-Blanco-Teleskops am Cerro Tololo Inter-American Observatory im Rahmen des Dark Energy Survey entdeckt. Dabei wurden in 525 Nächten über 5 Jahre hinweg etwa wöchentlich dieselben kleinen Himmelsregionen fotografiert, um sich bewegende Objekte zu erkennen. Durch die gute Abdeckung von Bereichen auch außerhalb der Ekliptik ist die Himmelsdurchmusterung gut geeignet, Scattered Disk Objects und andere Transneptunische Objekte mit hoher Inklination zu entdecken. Zum ersten Mal wurde 2014 UZ224 im August 2014 beobachtet, mehrmals dann in den Jahren 2015 und 2016.

## Bahneigenschaften

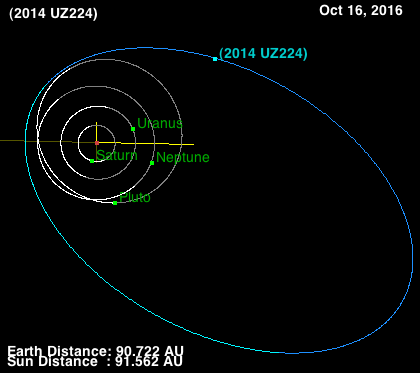
Orbit von 2014 UZ_{224}.

2014 UZ224 umkreist die Sonne in einem Abstand von etwa 36–180 AE weit jenseits der Neptunbahn im Kuipergürtel. Für einen Umlauf benötigt das Objekt ca. 1146 Jahre. Es ist derzeit etwa 88,2 AE von der Sonne entfernt. Damit ist es nach Eris und V774104 das am drittweitesten entfernte bekannte Objekt im Sonnensystem und das am zweitweitesten entfernte mit bekannten Bahndaten. Aufgrund seiner stark exzentrischen Umlaufbahn wird es zu den Scattered Disk Objects gezählt. Trotz Beobachtungsdaten über zwei Jahre hinweg ist der Orbit bisher nur ungenau bekannt. Die Umlaufbahn von 2014 UZ224 ist wahrscheinlich auf einer Zeitskala von Milliarden von Jahren stabil und zeigt nur schwache Wechselwirkungen mit Neptun. 2014 UZ224 gehört damit möglicherweise zu den detached Objects (DO).

## Physikalische Eigenschaften
Mit Daten des Radioteleskops ALMA vom 19. und 20. August 2016 konnte über die Messung der Wärmeabstrahlung der Durchmesser von 2014 UZ224 zu 635 km bei einer Albedo von 0,13 bestimmt werden. Dabei wurde eine kugelförmige Gestalt und einheitliche Oberflächeneigenschaften angenommen. Die Beobachtungsdaten entsprachen einer punktförmigen Quelle, 2014 UZ224 hat also vermutlich keinen großen Mond.
Die Albedo ist größer als die von Steinmeteoriten und typischen TNOs, aber merklich kleiner als die von eisreichen Zwergplaneten wie Eris (0,96), Haumea (0,80), Pluto (0,72) oder Sedna (0,32). 2014 UZ224 hat demnach eine gemischte Zusammensetzung aus Eis und Gestein. Ein Objekt dieser Größe und Zusammensetzung ist wahrscheinlich im hydrostatischen Gleichgewicht und damit annähernd kugelförmig – eines der notwendigen Kriterien, um als Zwergplanet eingestuft zu werden. M. Brown führt es in seiner Liste von Zwergplanetenkandidaten als „highly likely“ (deutsch höchstwahrscheinlich) auf. Für die Entscheidung über den Status ist die Internationale Astronomische Union zuständig.
| Jahr                                         | Abmessungen km   | Quelle        |
| -------------------------------------------- | ---------------- | ------------- |
| 2017                                         | 635,0 +65,0−72,0 | Gerdes et al. |
| 2018                                         | 643,0            | Brown         |
| Die präziseste Bestimmung ist fett markiert. |                  |               |